# 換柱爭議
換柱爭議，又稱換柱風波、換柱行動、棄柱行動、廢柱行動、滅柱行動，2015年在中華民國的一起政治爭議，中國國民黨廢止時任立法院副院長洪秀柱在2016年中華民國總統選舉的提名資格，改徵召另一人，造成政治爭議。
在2016年中國國民黨總統提名選舉中，洪秀柱成為國民黨初選中唯一登記參選中華民國總統的候選人，以高民調順利通過初選。7月19日，中國國民黨全國代表大會中無異議鼓掌通過提名洪秀柱為國民黨總統候選人。10月17日中國國民黨中央委員會召開臨時全國代表大會上，決定廢止洪秀柱提名，改徵召時任新北市市長兼中國國民黨主席的朱立倫參選總統。洪秀柱被提名僅歷時90日，是中華民國總統選舉史上首位通過黨內初選但被其政黨撤銷提名的總統參選人。

## 事件背景
2015年5月18日，在國民黨初選登記中，楊志良無法通過黨員連署，只有洪秀柱完成連署，成為唯一登記參選的候選人。因為其他黨內要員，如朱立倫，王金平，吳敦義，胡志強等人皆未登記參選，國民黨中央要求洪的平均民調必須超過30%才能獲得提名。因為洪秀柱曾經自稱自己的參選，是為了要引出朱、王、吳、胡等人參選，自己是「拋磚引玉」，因此這個規定被外界稱為「防磚條款」。
6月14日國民黨公布民調結果，洪秀柱以46.203%的平均支持率，通過防磚條款。7月19日國民黨舉行第19次全國黨代表大會，會中通過立法院副院長洪秀柱成為第14任總統選舉提名人，代表國民黨參選2016年中華民國總統選舉。 
在初選中，洪秀柱5月1日公布其兩岸關係論述說帖，提出一中同表，一中同表是指，中华人民共和国與中華民國皆是「整個中國」的一部份，這被認為是「急統」論述，對此，洪秀柱解釋，中國大陸與台灣的主權重疊，提出一中同表是希望北京承認中華民國政府存在，但是她不能說「中華民國」與「中華人民共和國」同時存在，這樣會成為兩國論，這一說法在台灣輿論中即刻引起非常大的爭議。隨著爭議擴大，7月6日，在黨政協調會報中，國民黨立法院黨團總召賴士葆，向黨主席朱立倫轉達國會黨團對洪秀柱主張的意見，希望馬英九能約見洪秀柱。雖然馬英九曾表示，洪秀柱的一中同表與一中各表內容幾乎相同，支持她的立場，但馬英九在出訪尼加拉瓜時稱，一中同表雖然沒有超出一中各表的範圍，但如果解釋不清，最好還是回到一中各表與九二共識。10月2日，洪秀柱發言，認為《中華民國憲法》是終極統一，而且是由中華民國政府來統一中國，再度引發爭議。
洪秀柱的兩岸主張受到國民黨黨內人士質疑，蔡正元批評洪秀柱任用急統派的葉匡時、張亞中等人，違背主流民意，造成競選不力，其主張走向急統，影響國民黨選情。朱立倫表示洪秀柱的兩岸關係主張背離台灣主流民意，成為換柱行動的導火線。

## 過程
2015年7月，在洪秀柱通過初選之後，由於民調支持度始終偏低，國民黨內就出現換柱的耳語，也有許多支持者加以抵抗。國家發展委員會前主委管中閔在臉書上說，如果把洪秀柱撤換，他將帶抗議群眾衝入國民黨中央黨部示威抗議。
9月下旬，國民黨主席朱立倫與秘書長李四川，開始密集約詢黨內人士，討論選情，形成更換洪秀柱的共識。期間曾兩度勸退洪秀柱，但洪秀柱拒絕主動退選。經過馬英九及黨內大老的支持，朱立倫決定進行換柱。
9月26日，媒體傳出國民黨立法院黨團中的北台灣立委候選人串連，以賴士葆為首，主導換柱計畫，賴士葆否認此傳聞。黃復興黨部的中常委江碩平私下完成連署，預備在中常會提案召開臨時中全會，進行換柱行動，獲39位中常委過半的至少27人連署。
10月6日，面對中常會中換柱的傳言，洪秀柱召開記者會，堅持競選。洪秀柱辦公室幕僚對媒體表示，國民黨中央召回借調給洪辦的的人員，洪辦新聞部召集人孫廷龍表示黨中央取消10月9日在桃園的造勢活動，但國民黨發出新聞稿否認此事。黃復興黨部主委戴伯特對黨員發出訊息，希望大家相忍為黨，以大局為重，引起換柱聯想。
10月7日，國民黨立院黨團先進行閉門會議後，下午召開中常會，討論江碩平的提案，此次會議的出席率超過9成。在中常會中，無異議通過召開臨時中全會，討論提名人選；此外中常委黃昭順臨時提案，更換洪秀柱，徵召朱立倫，厲耿桂芳提案請黨中央妥善處理總統候選人一事，她同時希望朱立倫加入候選人名單。國民黨大老，包括連戰、吳伯雄、吳敦義等人，都支持黨主席朱立倫，希望黨內團結，以大局為重。前總統李登輝認為洪秀柱既然身為國民黨黨員，應遵守黨的決策。
包括中華統一促進黨黨主席張安樂、愛國同心會、白色正義社會聯盟與洪秀柱的支持者等，至國民黨中央黨部外發起抗議活動。針對黨主席朱立倫在中常會中，發言認為洪秀柱的兩岸主張偏離主流民意，洪秀柱堅持主張，希望進行辯論。朱立倫只說，九二共識、一中各表是國民黨既定的黨章，希望黨內團結，會多做溝通，對洪秀柱不作回應。
10月10日，洪秀柱參加國慶大典後，先至國民黨中央黨部，會見支持者，後至台北市圓山忠烈祠舉辦活動，祭拜先烈。為表現行政中立，洪秀柱以立法院副院長身份進入，其競選團隊也脫下背心，進入忠烈祠後不喊競選口號。此外，洪秀柱利用臉書，請支持者在10月11日晚間至競選總部前表達心聲。10月12日，國民黨召開內部工作會議，由文傳會主委林奕華對外宣布，決定在10月17日下午在台北的國父紀念館召開臨時全國代表大會（臨全會），主題為「凝聚共識，團結勝選」，唯一議程是討論中常委的換柱提案。
10月13日，因為換柱爭議，認為國民黨已放棄統一，「英格蘭台灣商會」會長董淑貞宣布退出國民黨。朱立倫在媒體上公開向洪秀柱致歉，強調國民黨要團結勝選。
在臨全會召開之前，洪秀柱的支持者在媒體上表達心聲。星雲法師認為換柱可能會使國民黨亡黨。張亞中投書《中國時報》，批評朱立倫為現代袁世凱，開的會議像是籌安會。律師陳長文投書《中國時報》，他認為開放農舍興建與換柱議題，讓他決定不繼續投給國民黨，呼籲選民用選票制裁國民黨。氣象主播李富城稱他將投廢票。名嘴唐湘龍表示國民黨在大選後將泡沫化。
國民黨黃復興黨部書記長胡筑生受訪，表示支持朱立倫成為國民黨候選人。黃復興黨部對於江碩平的行動不知情，支持換柱行動是經過長時間政治評估後的決定，是政治手腕。他同時批評洪秀柱競選辦公室需要為事情走到這地步負起責任。在換柱情勢明確之後，原本不參選的雲林縣張榮味家族，由於其女張嘉郡已因為反對洪秀柱而退出立法委員選舉，張榮味推舉其子張鎔麒代表國民黨參選。
10月17日，國民黨臨全會下午於國父紀念館舉行，完全不理會洪秀柱方面的不記名投票建議，也無視於由洪秀柱幕僚游顥提出的一百多份黨代表連署書，逕行以舉手表決洪秀柱提名廢止案，出席人數共891人，表決結果812票贊成而通過，逾9成黨代表同意廢止案，包括馬英九、連戰、吳伯雄與王金平等大老均舉手贊成。最後以起立鼓掌通過方式通過提名新北市市長兼黨主席朱立倫成為總統候選人。洪秀柱在發言時，曾舉出合理性、正當性及程序合法性有高度爭議，希望爭取黨代表的支持，但仍然失敗，她決定接受全代會的決議。
新黨表示支持洪秀柱，在洪秀柱被撤換後，自行推出不分區立委名單，與國民黨競爭。新黨希望洪秀柱加入，承諾將她列為不分區第一名，但洪秀柱決定留在國民黨內。

### 連署換柱中常委名單
- 江碩平、吳志剛、吳陳瓊秋、呂學樟、李雅靜、李德維、林文瑞、林榮德、邱炳煌、侯佳齡、侯彩鳳、姚江臨、柯貞竹、范成連、張育美、許淑華、陳文漢、陳宗興、陳幸進、曾文培、游家富、黃昭順、廖國棟、廖萬隆、厲耿桂芳、蕭景田和蕭敬嚴。
- 由國民黨中常委江碩平於2015年10月7日提案。

### 中國國民黨臨時全國代表大會決議
| 2015年中國國民黨總統提名作業臨時全國代表大會決議 | 2015年中國國民黨總統提名作業臨時全國代表大會決議 | 2015年中國國民黨總統提名作業臨時全國代表大會決議 | 2015年中國國民黨總統提名作業臨時全國代表大會決議 | 2015年中國國民黨總統提名作業臨時全國代表大會決議 | 2015年中國國民黨總統提名作業臨時全國代表大會決議 | 2015年中國國民黨總統提名作業臨時全國代表大會決議 | 2015年中國國民黨總統提名作業臨時全國代表大會決議 |
| 號次                                             | 參選人                                           | 政黨                                             | 會議程序                                         | 會議程序                                         | 會議程序                                         | 會議程序                                         | 會議程序                                         |
| 號次                                             | 參選人                                           | 政黨                                             | 提案                                             | 決議方式                                         | 贊成人數                                         | 贊成率                                           | 狀態                                             |
| ------------------------------------------------ | ------------------------------------------------ | ------------------------------------------------ | ------------------------------------------------ | ------------------------------------------------ | ------------------------------------------------ | ------------------------------------------------ | ------------------------------------------------ |
| 1                                                | 洪秀柱                                           | 中國國民黨                                       | 廢止提名                                         | 舉手表決                                         | 812 / 891                                        | 91.13%                                           |                                                  |
| 2                                                | 朱立倫                                           | 中國國民黨                                       | 獲得徵召                                         | 鼓掌通過                                         | 891 / 891                                        | -                                                |                                                  |
| 會議屆次                                         | 會議屆次                                         | 會議屆次                                         | 第19屆臨時會議                                   | 第19屆臨時會議                                   | 第19屆臨時會議                                   | 第19屆臨時會議                                   | 第19屆臨時會議                                   |
| 會議日期                                         | 會議日期                                         | 會議日期                                         | 2015年10月17日                                   | 2015年10月17日                                   | 2015年10月17日                                   | 2015年10月17日                                   | 2015年10月17日                                   |
| 出席率門檻                                       | 出席率門檻                                       | 出席率門檻                                       | 50%                                              | 50%                                              | 50%                                              | 50%                                              | 50%                                              |
| 贊成率門檻                                       | 贊成率門檻                                       | 贊成率門檻                                       | 50%                                              | 50%                                              | 50%                                              | 50%                                              | 50%                                              |
| 選舉人數                                         | 選舉人數                                         | 選舉人數                                         | 1,607                                            | 1,607                                            | 1,607                                            | 1,607                                            | 1,607                                            |
| 出席人數                                         | 出席人數                                         | 出席人數                                         | 891                                              | 891                                              | 891                                              | 891                                              | 891                                              |
| 出席率                                           | 出席率                                           | 出席率                                           | 55.44%                                           | 55.44%                                           | 55.44%                                           | 55.44%                                           | 55.44%                                           |

## 爭議

### 撤消提名的法律爭議
律師陳長文投書表示洪秀柱是唯一以合法程序通過初選的國民黨候選人，如果取消洪秀柱的候選人資格，可能面對幾個法律上的問題。

### 涉及違反選罷法
2015年10月8日，台聯黨立法委員周倪安到最高檢察署向檢察總長顏大和告發，指控國民黨主席朱立倫、秘書長李四川涉違反總統副總統選舉罷免法第84條「行求期約或交付賄絡或其他不正利益，而約其放棄競選或為一定之競選活動者」（俗稱「搓圓仔湯」條款）。特偵組受理此案件，由檢察官柯宜汾偵辦。
洪秀柱競選幕僚葉匡時稱因為洪秀柱競選經費不足而向國民黨黨部借款。10月5日，國民黨秘書長李四川交付新台幣3,000萬元支票給葉匡時。洪秀柱認為自己候選人身份可能被取消，要求葉匡時退還支票。葉匡時當天將支票交還給國民黨行管會主委林佑賢。針對外界懷疑這筆款項是用來勸退洪秀柱，即所謂的「圓仔湯」經費，葉匡時否認此事。
11月3日，特偵組協請同有偵辦權限之臺北地檢署指派檢察官加入共同偵辦。案經合力偵查完畢，全案移請臺北地檢署依法辦理。11月6日，臺北地檢署偵查終結，國民黨主席朱立倫、秘書長李四川獲得不起訴處分，北檢將全案依職權送交高檢署再議 。高檢署駁回再議，全案確定不起訴處分。

## 反應

### 其他黨派
- 民主進步黨主席兼總統候選人蔡英文說，台灣人民應該不是關心國民黨要換誰選總統，大家比較想要換黨執政，這才是重點，民進黨還是會照既定的選戰節奏，以政策爭取全民的認同支持[44]。
- 民進黨謝長廷受訪時說，「選戰的打法，我們不適合在這裡告訴朱立倫，因為他也在看」。政黨競爭很正常，蔡英文不會期待沒有對手或對手很弱，民進黨準備打一場強硬的選戰，在激烈競爭下當選才會穩定。謝長廷還說，洪秀柱民調低，但2008年他參選總統時，民進黨立委僅剩27席，那時候等於垮掉，當時民進黨民調也很低，所以現在不敢笑國民黨，「每個政黨歷史上都曾經會發生，大家將心比心」[45]。
- 民進黨蘇貞昌受訪時說，有人（暗指朱立倫）機關算盡太聰明，但到底最後會害了誰的性命？套用一句電視名言：「讓我們繼續看下去！」[46]。

### 網路鄉民
有些網路鄉民反串支持洪秀柱角逐總統大位，如表態「有限期支持洪秀柱」﹑「支持洪秀柱，票投蔡英文」，刻意在民調上灌水，以「保送」洪秀柱突破門檻。
換柱事件過後，網友找出2010年朱立倫批評蔡英文的影片，以及多次強調會在新北市市長任期內「做好做滿」的資料畫面，KUSO嘲諷朱立倫的誠信問題，就連王金平的支持者，也在臉書上跟著嘲諷此事。除此之外，鄉民還找出《網路酸辣湯》中邱毅的發言，諷刺邱毅示範何謂「牆倒眾人推」。邱毅前稱「洪秀柱真的是蔡英文的天敵」、「洪秀柱真的是國民黨裡面唯一可以打敗蔡英文的人！」後來卻改口「洪秀柱是一個沒有準備好就上陣的」，又罵洪秀柱發表一中同表，「你能夠說服選民嗎？妳不是自失一分，不是給自己惹麻煩嗎？不是給人家抹黑妳的機會嗎？」

## 外部連結
- 倒柱27常委名單曝光　要求朱立倫勇敢承擔 （页面存档备份，存于）